# Kopalnia soli

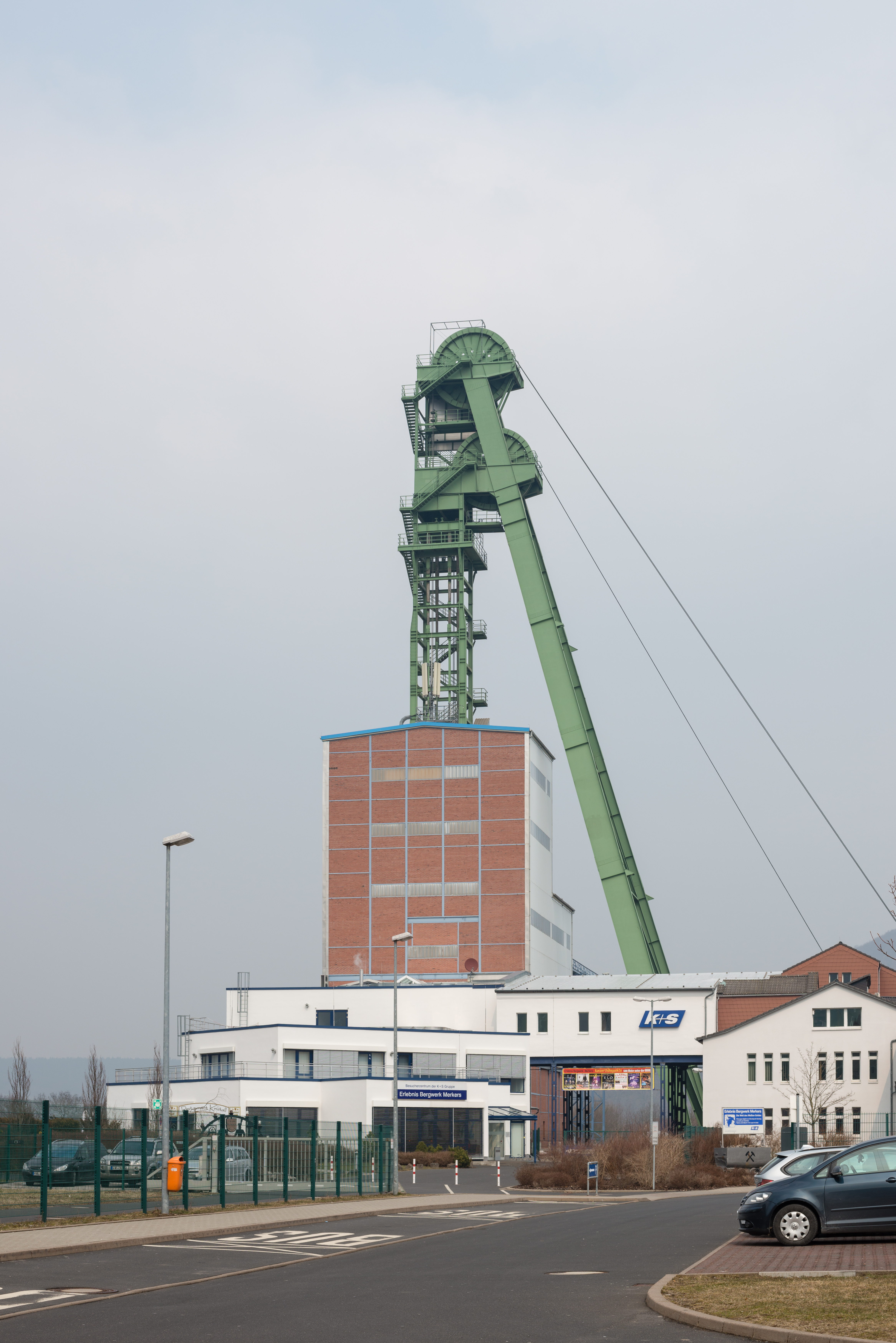
Wieża szybowa kopalni Merkers w Niemczech, fot. 2013 r.

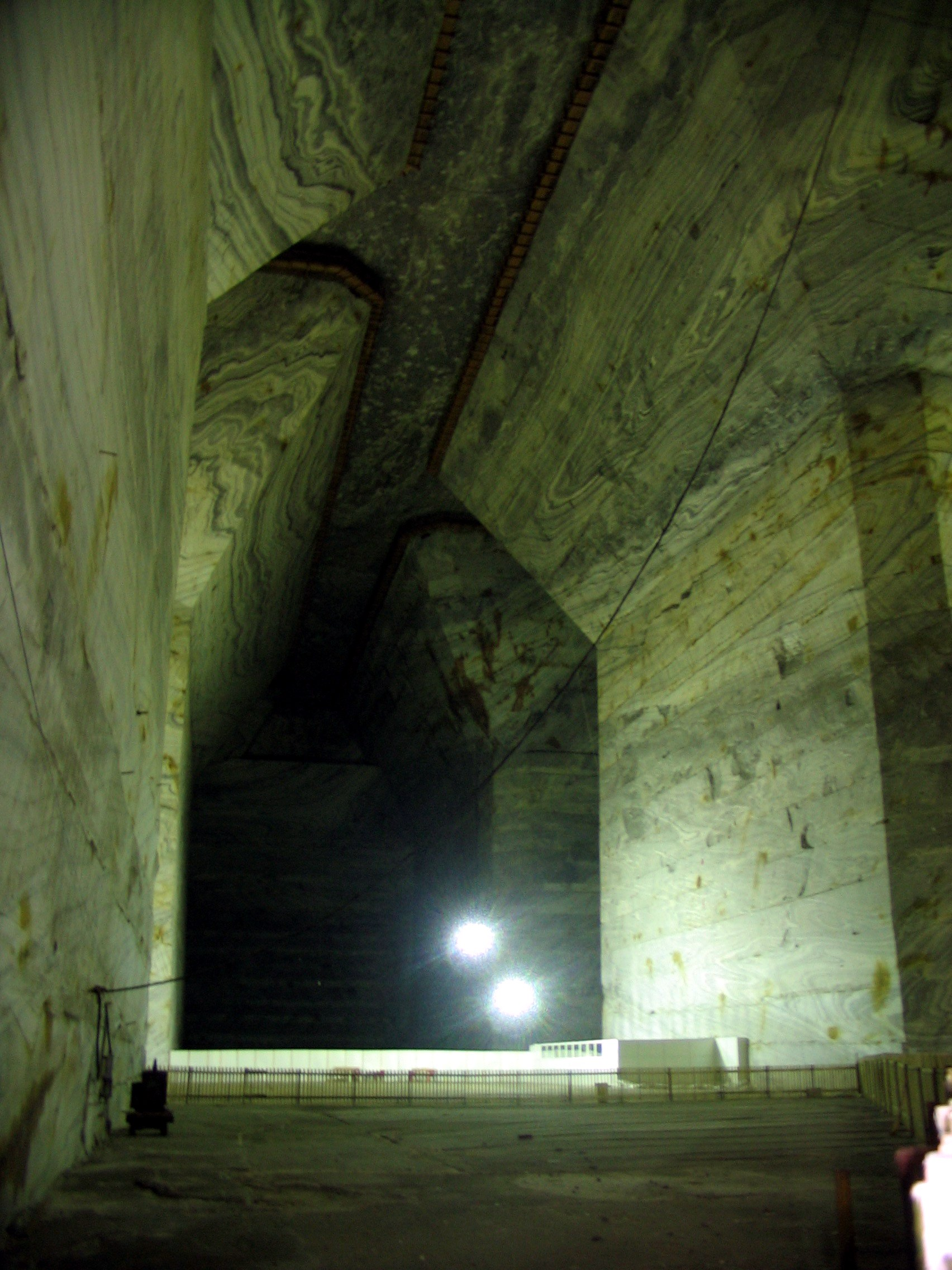
Komora podziemna w kopalni soli Veche w Rumunii, fot. 2006 r.

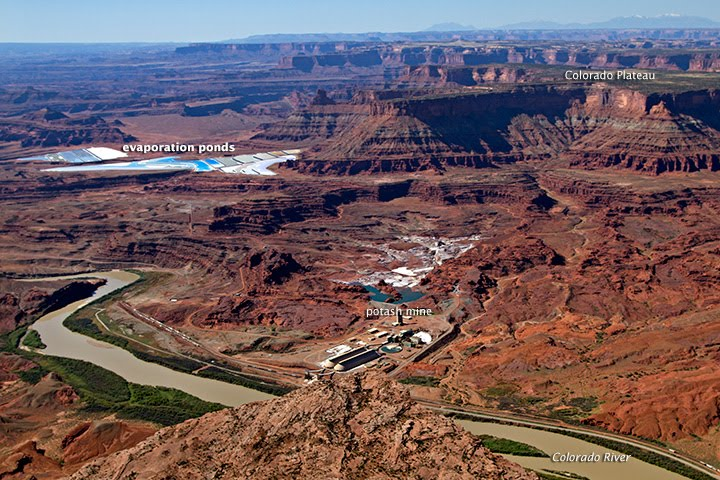
Kopalnia soli potasowych na Wyżynie Kolorado, USA, fot. 2011 r.

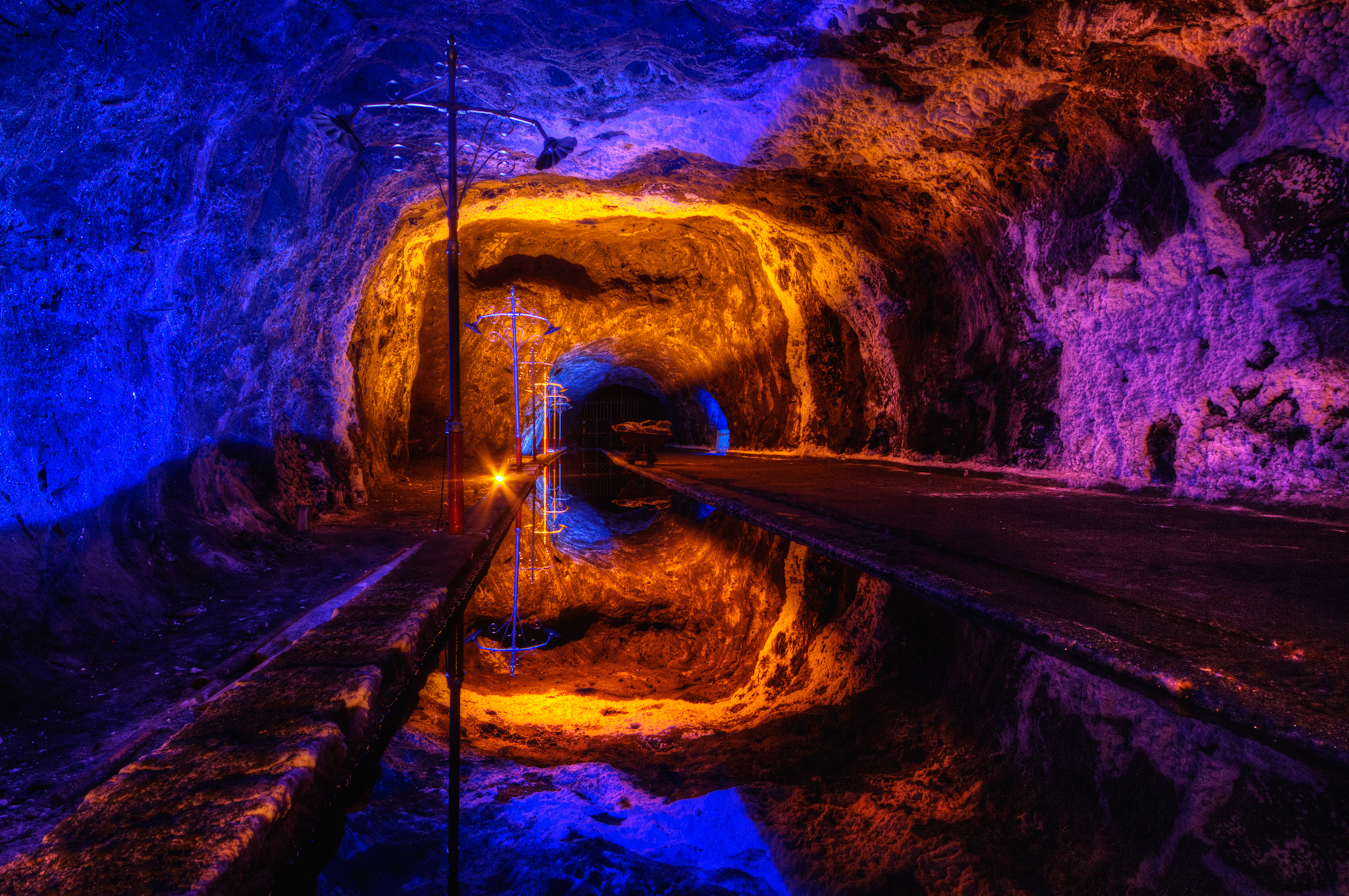
Kopalnia soli w Kolumbii udostępniona do zwiedzania, fot. 2011 r.

Kopalnia soli – kopalnia odkrywkowa lub podziemna eksploatująca złoże soli, głównie soli kamiennej (również w postaci solanki ) lub potasowej poprzez tworzenie wyrobisk górniczych , ługowanie  lub wydobywająca solankę poprzez odwierty jako kopalnia otworowa.

## Kopalnie soli na świecie (wybór)
Europa
- Niemcy:  kopalnia Niedersachsen-Riedel, zespół kopalń Heilbronn-Kochendorf[5]
- Wielka Brytania:  kopalnia w Boulby, kopalnia Winsford[5]
- Hiszpania:  kopalnia Cardona, Balsareny, Sallent, Suria, Naval, Galar[6]
- Włochy:  kopalnie w San Cataldo, Palo, Santa Caterina, Piolo, Pasquasia oraz Corvillo[7]
- Rosja: kopalnie w okolicy  Solikamska i Bierezników[7]
- Białoruś: kombinat Soligorsk[7]
- Ukraina: kopalnia w Sołedaru, dawne kopalnie soli potasowych w Kałuszu, Stebniku i Hołyniu[8]
- Rumunia: kopalnie Slanic Prahova, Salina Praid, Salina Dej, Cacica, Tirgu Ocna[8]

Ameryka Północna
- USA: kopalnia Cane Creek[9]
- Kanada: kopalnia Windsor, kopalnia w Goderich (największa kopalnia soli na świecie[10] ), kopalnie w basenie Elk Point (największe złoża soli na świecie)[11]

Ameryka Południowa
- Chile: kopalnia odkrywkowa w okolicy Iquique (jedna z największych tego typu na świecie)[12]

Azja
- Pakistan: kopalnia Khewra (druga co do wielkości na świecie)[13]

Afryka
- Etiopia: wydobycie odkrywkowe na Pustyni Danakilskiej[14]

## Kopalnie soli w Polsce
Kopalnie czynne:
- Kopalnia Soli Kłodawa (wydobycie soli kamiennej systemem komorowym[4][15] [16])
- Zakłady Górnicze Polkowice-Sieroszowice (wydobycie tradycyjnymi metodami górniczymi[15] [16])
- Inowrocławskie Kopalnie Soli „Solino” (wydobycie poprzez ługowanie)[15] [17] :
  - otworowa Kopalnia Soli Mogilno w Przyjmie[18] 
  - otworowa Kopalnia Soli Góra w Radojewicach[18]  (wydobycie z ochroną stropu[4])

Kopalnie historyczne:
- żupy solne w Małopolsce wschodniej: np. Stebnik, Lacko, Drohobycz, Bolechów, Dolina, Kałusz, Delatyn, Łanczyn, Kosów[19]
- Otworowa Kopalnia Soli Łężkowice[20] w Łężkowicach, działająca w latach 1968–1987; należała do Kopalni Soli Bochnia[21] [22]  (wydobycie bez ochrony stropu[4])
- Kopalnia Otworowa Barycz[20] działająca w latach 1924–1998; należała do Kopalni Soli Wieliczka[23]  (wydobycie bez ochrony stropu[4])
- Kopalnia soli Bochnia[18]  (wydobycie tradycyjne i metodą ługowni otwartych[4][16])
  - Kopalnia Soli Siedlec-Moszczenica[18]
- Kopalnia Soli im. Tadeusza Kościuszki w Wapnie[24][18]  (1911-1977)
- Kopalnia Soli „Solno” w Inowrocławiu (wydobycie metodą ługowni otwartych[4]

 ) 
Czynne zakłady uzyskujące sól jedynie w wyniku odparowania podziemnej solanki:
- Zakład Odsalania „Dębieńsko” (sól z kopalnianych wód dołowych[15] )
- Warzelnia Soli Ciechocinek w Ciechocinku[26]
- Soda Polska Ciech[4]
- Kopalnia soli Wieliczka (dawniej wydobycie tradycyjne i prace metodą ługowni otwartych[4][25] [16], obecnie sól pozyskiwana jedynie z odparowania solanki z kopalnianych wód dołowych[15] )